# Дисдорф
Дисдорф (њем. Diesdorf) општина је у њемачкој савезној држави Саксонија-Анхалт. Једно је од 40 општинских средишта округа Алтмарк Салцведел. Према процјени из 2010. у општини је живјело 2.245 становника. Посједује регионалну шифру (AGS) 15081105.

## Географски и демографски подаци
Дисдорф се налази у савезној држави Саксонија-Анхалт у округу Алтмарк Салцведел. Општина се налази на надморској висини од 56 метара. Површина општине износи 83,8 km². У самом мјесту је, према процјени из 2010. године, живјело 2.245 становника. Просјечна густина становништва износи 27 становника/km².